# Диалонке
Диало́нке (самоназвания — джалонке, дьялонке) — один из  народов группы мандинго на северных и восточных отрогах горного массива Фута-Джаллон, на границе Мали и Гвинеи. 
По некоторым оценкам, численность достигает 136 тыс. человек. В Гвинее народ диалонке считается подразделением сусу, поэтому в языковом отношении диалонке являются наиболее близкими к сусу, говорят на диалекте диалонке. Одна часть народа диалонке — мусульмане-сунниты, другая придерживается традиционных верований, также есть христиане. По культуре близки таким народам, как малинке, сусу.

## Род занятий
Основным занятием народа диалонке традиционно является земледелие.

## Характер
Данному народу свойственна культурная замкнутость, которая во многом предопределена спецификой условий региона.